# Charax apurensis
Charax apurensis är en fiskart som beskrevs av Lucena, 1987. Charax apurensis ingår i släktet Charax och familjen Characidae. Inga underarter finns listade i Catalogue of Life.